# Старая Гута (Барановский район)
Старая Гута (укр. Стара Гута) — село на Украине, основано в 1774 году, находится в Барановском районе Житомирской области.
Код КОАТУУ — 1820683603. Население по переписи 2001 года составляет 632 человека. Почтовый индекс — 12744. Телефонный код — 4144. Занимает площадь 11,37 км².

## Адрес местного совета
12743, Житомирская область, Барановский р-н, с.Марковка